# Parkdale n.º 498
Parkdale n.º 498 es un municipio rural canadiense situado en la provincia de Saskatchewan.

## Superficie
Parkdale n.º 498 tiene una superficie de 1375,62 km².

## Demografía
En 2021, tenía 725 habitantes, una densidad poblacional de 0,5 hab./km², y 734 viviendas.